# Ielena Xuixunova
Ielena Xuixunova (en rus: Елена Львовна Шушунова) (Leningrad, Unió Soviètica, 23 d'abril de 1969 - Sant Petersburg, 16 d'agost de 2018) fou una gimnasta artística russa que aconseguí guanyar quatre medalles olímpiques.
Juntament amb Liudmila Turíxtxeva era l'única gimnasta que aconseguí la victòria en categoria individual en els Jocs Olímpics, Campionat del Món, Copa del Món i Campionat d'Europa.

## Biografia
Va néixer el 23 de maig de 1969 a la ciutat de Leningrad, població actualment anomenada Sant Petersbrug, que en aquell moment formava part de la República Socialista Federada Soviètica de Rússia (Unió Soviètica) i que avui dia forma part de la Federació Russa. Va començar en la gimnàstica quan tenia aproximadament sis o set anys.

## Carrera esportiva
Va realitzar el seu debut internacional l'any 1982 en el Campionat d'Europa júnior de gimnàstica artística, on tot i finalitzà quinzena en el concurs general (individual) aconseguí la victòria en l'exercici de terra. L'any 1983 aconseguí la victòria en l'exercici de terra en el Campionat Nacional i el tercer lloc en la Sapartkiada de Moscou.
Absent dels Jocs Olímpics d'estiu de 1984 realitzats a Los Angeles (Estats Units) a conseqüència del boicot polític organitzat pel seu país, participà en els anomenats Jocs de l'Amistat realitzats pels països que secundaren el boicot, i Xuixunova aconseguí la medalla de bronze en el concurs complet (individual) i la medalla d'or en el concurs complet (per equips).
L'any 1985 aconseguí l'èxit en aconseguir la seva primera medalla d'or en el Campionat d'Europa de gimnàstica artística disputada a Hèlsinki (Finlàndia) així com en el Campionat del Món de gimnàstica artística disputat a Mont-real (Canadà). L'any 1987, però, veié com les gimnastes romaneses aconseguiren batre-la, especialment en les proves per equips tant en el Campionat d'Europa com en el Campionat del Món.
Va participar, als 19 anys, als Jocs Olímpics d'Estiu de 1988 celebrats a Seül (Corea del Sud), on aconseguí guanyar la medalla d'or en el concurs complet (per equips), on l'equip soviètic aconseguí batre l'equip romanès. En la competició individual Xuixunova realitzà un clar enfrontament amb la romanesa Daniela Silivaş. A l'últim aparell de la competició les gimnastes arribaren molt igualades, amb un lleu avantatge per la romanesa (0.025 punts). En el salt sobre cavall Silivaş realitzà un salt de 9.950, per la qual cosa la soviètica únicament podia aconseguir guanyar l'or amb un salt de 10. La soviètica realitzà un salt perfecte i els sis jutges li concediren un 10, per la qual cosa aconseguí guanyar la medalla d'or. Posteriorment, en la competició per aparells, Xuixonova aconseguí la medalla de plata en la prova de barra d'equilibris i la medalla de bronze en les barres asimètriques, finalitzant setena en la prova d'exercici de terra i vuitena en la prova de salt sobre cavall (curiosament la que li havia permès aconseguir la medalla d'or en la prova individual), aconseguint però sengles diplomes olímpics. En finalitzar els Jocs es retirà de la competició activa.

### Habilitats epònimes
| Aparell             | Nom        | Descripció                                                                 | Dificultat | Notes |
| ------------------- | ---------- | -------------------------------------------------------------------------- | ---------- | ----- |
| Barres asimètriques | Shushunova | Avança amb mig gir: a meitat del gir tornar en vol cap a la barra més alta | E          | [ 4 ] |
| Barra d'equilibri   | Shushunova | Saltar amb malucs estirats a la planxa (angle mínim de 40 graus)           | C          | [ 4 ] |

## Vida posterior i mort
Shushunova es va retirar de la competició dos mesos després dels Jocs Olímpics de 1988 i després va tornar a la seva ciutat natal de Sant Petersburg, on va treballar per al comitè esportiu de la ciutat. Va ajudar a organitzar els esdeveniments de gimnàstica dels Goodwill Games de 1994 i els campionats europeus de 1998, tots dos celebrats a Sant Petersburg.
El 2004, va ser inclosa al Saló Internacional de la Fama de la Gimnàstica. L'any següent va ser inclosa al International Jewish Sports Hall of Fame.
Shushunova va morir per complicacions de pneumonia el 16 d'agost de 2018.